# 瓜伊尼亚省
瓜伊尼亞省（西班牙語：Departamento de Guainía）是哥倫比亞最東部的一個省，位於尼格羅河和奧里諾科河流域之間，東與巴西和委內瑞拉接壤。面積为72,238平方公里，2018年人口为43,446人。首府伊尼里達。
1991年設省。下僅設一個自治市，即省府。